# Blaukappenflöter
Der Blaukappenflöter (Ifrita kowaldi, Syn.: Todopsis kowaldi) ist eine Vogelart, die im Bismarckgebirge auf Neuguinea vorkommt. Es werden zwei Unterarten unterschieden: I. k. brunnea Rand, 1940 im Westteil der Insel und I. k. kowaldi aus dem zentralen Hochland in der Mitte und im Osten, sowie auf der Huon-Halbinsel.

## Merkmale
Der Blaukappenflöter wird 16 bis 17 cm lang und erreicht ein Gewicht von etwa 35 Gramm. Die Vögel haben einen gelbbraunen bis ockerfarbenen Rücken und eine gelbliche bis hell ockerfarbene Bauchseite. Namensgebend ist die im Zentrum schwarze, blau gesäumte Kopfkappe. Ein schmaler Streifen hinter den Augen ist bei den Männchen weißlich, bei den Weibchen hell ockerfarben. I. k. brunnea unterscheidet sich von der Nominatform durch einen bräunlicheren Rücken und eine leicht rotbraune Tönung der Handschwingen und des Schwanzes.

## Lebensraum und Lebensweise
Der Blaukappenflöter kommt in vermoosten Bergwäldern in Höhen von 1460 bis 3680 m vor, die meisten leben in Höhen zwischen 2000 und 2900 Metern. Die Vögel ernähren sich von Insekten, zeitweise auch von weichen Früchten. Die Nahrung wird sowohl in den Bäumen als auch am Erdboden gesucht. Haut und Federn des Blaukappenflöters können neurotoxische Steroidalkaloide aus der Gruppe der Batrachotoxine enthalten. Die Giftstoffe werden vermutlich mit bestimmten Futterinsekten aufgenommen. In den Bäumen bewegt sich der Blaukappenflöter nach Art des Kleibers (Sitta europaea), benutzt seinen Schwanz als Stütze und klettert bei der Nahrungssuche auch kopfüber. Dabei schließt er sich oft anderen Vogelarten an. Der Blaukappenflöter ist wahrscheinlich relativ ortstreu. Nester mit Eiern wurden im September gesehen, Nester mit Küken im Oktober und November, was bedeutet, dass die Vögel in der Mitte der Trockenzeit und an ihrem Ende brüten. Das Nest ist eine große, dickwandige Kugel aus Moos und Farnblättern, durchflochten von Ranken und dünnen Wurzeln. Ein untersuchtes Nest enthielt ein einzelnes Ei mit den Maßen 25,8 × 20,7 mm. Es war spärlich durch schwarze und dunkel purpurfarbene Flecken gemustert. Die Musterung wurde am dicken Ende des Eis dichter. Der Blaukappenflöter gilt als ungefährdet.

## Systematik
Der Blaukappenflöter wurde 1890 durch den britisch-australischen Geistlichen und Zoologen Charles Walter De Vis beschrieben. Seine systematische Stellung blieb lange Zeit unklar. Heute wird er in eine eigenständige, monotypische Familie eingeordnet, die Ifritidae. Diese ist wahrscheinlich die Schwestergruppe der Monarchen (Monarchidae).